# 小田井城
小田井城（おたいじょう）は、愛知県清須市西枇杷島町の古城交差点にあった室町時代中期の日本の城（平城）。他に於田井城の表記もある。今ある城跡公園は、交差点を作る際に石碑を移築したものである。

## 歴史
築城時期は応永年間（1394年 - 1428年）である。
清洲の尾張国守護代「織田大和守家」当主の織田敏定が清洲城の支城として築城したといわれる。その後織田敏定が本拠を清洲城に移すと、その弟とされる「織田藤左衛門家」当主の織田常寛が城主となる。
以来、「織田藤左衛門家」の居城として子孫の織田寛故、織田信張、織田信直らが城主となった。天正12年（1584年）頃、織田忠辰が羽柴秀吉によって追われ廃城になったとされる。
石碑は、1916年（大正5年）11月に大正天皇御大典記念事業の一環として建てられたものである。

## 歴代城主
- 初代：織田常寛（丹波守久孝）
- 2代：織田寛故（藤左衛門寛故）
- 3代：織田寛維（藤左衛門寛維）
- 4代：織田寛故　※２代と同一人物
- 5代：織田寛廉（又六郎信張）
- 6代：織田信直（又六郎信時）
- 7代：織田信氏（竹千代信氏）
- 8代：織田忠辰（虎千代忠辰）（廃城）

## 交通手段
- 名鉄犬山線 下小田井駅から徒歩で約10分。城跡（城址）公園内。